# Jiao
Un jiao ( /dʒaʊ/; en chino: 角), o mao (en chino: 毛) (cantonés: hou [毫]), es una unidad monetaria utilizada en la Gran China, incluyendo a la República Popular China (China continental), la República de China (Taiwán), Hong Kong y Macao. Un jiao es igual a 1⁄10 de yuan o 10 fen (分).
- El Renminbi tiene monedas de 1, 2 y 5 jiao.[1]
- El nuevo dólar taiwanés tiene monedas de 5 jiao (rara vez utilizadas).[2]
- El dólar de Hong Kong tiene monedas de 1, 2 y 5 hou (conocidas como 10, 20 y 50 céntimos).
- La pataca de Macao tiene monedas de 1, 2 y 5 hou (conocidas como 10, 20 y 50 avos).